# Sportski klub Ljubljana
Lo Sportski klub Ljubljana (it. Club sportivo Lubiana), noto come SK Ljubljana, fu una società calcistica slovena con sede a Lubiana, al tempo parte del Regno di Jugoslavia. Fu attiva nel periodo interbellico e fu una delle più importanti società sportive della Ljubljanski nogometni podsavez (la sottofederazione calcistica di Lubiana), una delle 15 in cui era diviso il sistema calcistico del paese.

## Storia
Il club viene fondato nel 1936 dalla fusione fra ASK Primorje e ND Ilirija, due club che militano nella sottofederazione di Lubiana. In realtà, secondo altre ricostruzioni, non si sarebbe trattata di una vera e propria fusione: la sezione calcistica dell'Ilirija si sarebbe sciolta mentre il Primorje avrebbe ottenuto il cambiamento di denominazione in SK Ljubljana. Grazie al primo posto del Primorje nel girone di Lubiana, i biancoverdi accedono al girone finale che vincono. Grazie a questo successo si qualificano al Državno prvenstvo 1935-1936, il campionato nazionale, che quell'anno si tiene con la formula dell'eliminazione diretta: il SK Lubiana raggiunge la semifinale, dove viene battuto dai futuri campioni BSK Belgrado. Questo è il massimo risultato mai ottenuto da una squadra slovena nel campionato nazionale. L'allenatore è Gábor Obitz.
Nella stagione successiva, 1936-37, il SK Lubiana viene inserito nel campionato nazionale, stavolta a girone unico, e si piazza all'ottavo posto su 10 partecipanti. 1937-38 finisce penultimo su 10, mentre nel 1938-39 nono su 12, davanti a Gragjanski Skopje, Šparta Zemun e Slavija Varaždin.
Nella stagione 1939-40 il campionato nazionale viene diviso in due gironi: uno serbo ed uno croato-sloveno. Il SK Lubiana viene inserito ovviamente nel secondo, dove finisce ultimo su 10. Nella stagione successiva il girone croato-sloveno viene diviso nelle due entità ed i biancoverdi vincono il girone sloveno e si qualificano per il campionato nazionale, dove vengono accoppiati ai quarti di finale contro l'Hajduk Spalato. Ma il torneo non si tiene poiché il 6 aprile 1941 le potenze dell'Asse cominciano l'Invasione della Jugoslavia ed il 17 i balcanici si arrendono. Il Regno di Jugoslavia viene smembrato fra i paesi vincitori (Germania, Italia, Ungheria e Bulgaria) e nasce anche lo Stato Indipendente di Croazia (comprendente Croazia e Bosnia).
Il 3 maggio 1941 viene istituita la Provincia di Lubiana che viene annessa al Regno d'Italia: le autorità di occupazione italiane vogliono dare una parvenza di normalità e già nel maggio 1941 comincia la disputa della  pokal SNZ che si conclude nel mese di agosto con la vittoria dello SK Ljubljana imponendosi in finale sull'Hermes. Successivamente, per le contingenze politiche e belliche, le attività calcistiche a Lubiana subiscono un arresto: il campionato provinciale, cominciato nell'autunno 1941, viene interrotto dopo soli quattro turni mentre lo SK Ljubljana è in vetta. Nel 1942 lo SK Ljubljana vince il campionato autunnale. Nel 1943 il club vince di nuovo il campionato provinciale. Dopo la capitolazione dell'Italia (8 settembre 1943) la provincia di Lubiana passa sotto amministrazione tedesca entrando a far parte della Zona d'operazioni del Litorale adriatico e le nuove autorità di occupazione si limitano a organizzare tornei amichevoli o partite di propaganda, cui prese parte anche lo SK Ljubljana. Il 9 maggio 1945 Lubiana viene liberata dall'Esercito Popolare di Liberazione della Jugoslavia e una decina di giorni dopo, il 20 maggio, lo SK Ljubljana disputa la sua ultima partita di cui si ha notizia, contro la squadra del settimo Corpo d'armata. Entro alcune settimane, tuttavia, il club viene sciolto, insieme a molte altre società, dai titini anche per via della riorganizzazione dello sport su basi diverse nella Jugoslavia socialista. Il suo posto viene preso dall'Olimpia Lubiana.

## Palmarès
- Campionato della sottofederazione calcistica di Lubiana: 1

1935–36
- Slovenska liga: 1

1940–41